# Зеда-Лия
Зеда-Лия (груз. ზედა ლია) — село в Грузии, на территории Цаленджихского муниципалитета края (мхаре) Самегрело-Верхняя Сванетия.

## География
Село находится в западной части Грузии, на левом берегу реки Ингури, на расстоянии приблизительно 7 километров (по прямой) к северо-западу от города Цаленджиха, административного центра муниципалитета. Абсолютная высота — 229 метров над уровнем моря.

## Население
По результатам официальной переписи населения 2014 года, в Зеда-Лии проживало 402 человека (199 мужчин и 203 женщины). В национальной структуре населения грузины составляли 100 %.
| Год  | Население, человек |
| ---- | ------------------ |
| 2002 | 1513               |
| 2014 | ↘ 402              |